# Kîrdanî, Tarașcea
Kîrdanî (în ucraineană Кирдани) este o comună în raionul Tarașcea, regiunea Kiev, Ucraina, formată numai din satul de reședință.

## Demografie
Componența lingvistică a comunei Kîrdanî
     Ucraineană (99,34%)
     Alte limbi (0,66%)
Conform recensământului din 2001, majoritatea populației comunei Kîrdanî era vorbitoare de ucraineană (99,34%), existând în minoritate și vorbitori de alte limbi.